# Fionnuala McCormack
Fionnuala McCormack (née Britton le 24 septembre 1984 à Dublin) est une athlète irlandaise, spécialiste du 3 000 mètres steeple et du cross-country.

## Biographie
En décembre 2011, à Velenje, Fionnuala Britton devient championne d'Europe de cross en 25 min 55 s, devant la Portugaise Ana Dulce Félix et la Britannique Gemma Steel.
Le 6 juillet 2016, l'Irlandaise échoue au pied du podium des Championnats d'Europe d'Amsterdam sur 10 000 m en 31 min 30 s 74, son meilleur temps de la saison.

## Palmarès
| Date | Compétition                            | Lieu                   | Résultat | Épreuve     | Performance     |
| ---- | -------------------------------------- | ---------------------- | -------- | ----------- | --------------- |
| 2006 | Championnats d'Europe espoirs de cross | San Giorgio su Legnano | 2e       | Individuel  | 28 min 39 s     |
| 2007 | Championnats du monde                  | Osaka                  | 12e      | 3 000 m st. | 9 min 48 s 09   |
| 2009 | Championnats d'Europe de cross         | Dublin                 | 11e      | Individuel  | 28 min 39 s     |
| 2009 | Championnats d'Europe de cross         | Dublin                 | 4e       | Par équipes | 82 pts          |
| 2010 | Championnats d'Europe                  | Barcelone              | 11e      | 3 000 m st. | 9 min 44 s 25   |
| 2010 | Championnats d'Europe de cross         | Albufeira              | 4e       | Individuel  | 26 min 59 s     |
| 2010 | Championnats d'Europe de cross         | Albufeira              | 6e       | Par équipes | 132 pts         |
| 2011 | Championnats d'Europe de cross         | Velenje                | 1re      | Individuel  | 25 min 55 s     |
| 2012 | Jeux olympiques                        | Londres                | 15e      | 10 000 m    | 31 min 46 s 71  |
| 2012 | Championnats d'Europe de cross         | Budapest               | 1re      | Individuel  | 27 min 45 s     |
| 2013 | Championnats d'Europe en salle         | Göteborg               | 3e       | 3 000 m     | 9 min 00 s 54   |
| 2013 | Championnats d'Europe de cross         | Belgrade               | 4e       | Individuel  | 26 min 45 s     |
| 2014 | Championnats d'Europe                  | Zurich                 | 8e       | 10 000 m    | 32 min 32 s 45  |
| 2014 | Championnats d'Europe de cross         | Samokov                | 6e       | Individuel  | 28 min 59 s     |
| 2014 | Championnats d'Europe de cross         | Samokov                | 3e       | Par équipes |                 |
| 2015 | Championnats d'Europe de cross         | Hyères                 | 4e       | Individuel  | 26 min 00 s     |
| 2015 | Championnats d'Europe de cross         | Hyères                 | 3e       | Par équipes |                 |
| 2016 | Championnats d'Europe                  | Amsterdam              | 4e       | 10 000 m    | 31 min 30 s 74  |
| 2016 | Jeux olympiques                        | Rio de Janeiro         | 20e      | Marathon    | 2 h 31 min 32 s |
| 2016 | Championnats d'Europe de cross         | Chia                   | 5e       | Individuel  | 25 min 28 s     |
| 2019 | Championnats d'Europe de cross-country | Lisbonne               | 4e       | Individuel  | 27 min 45 s     |
| 2021 | Jeux olympiques                        | Tokyo                  | 25e      | Marathon    | 2 h 34 min 09 s |
| 2021 | Championnats d'Europe de cross-country | Dublin                 | 9e       | Individuel  | 27 min 52 s     |
| 2022 | Championnats d'Europe                  | Munich                 | 7e       | Marathon    | 2 h 29 min 25 s |
| 2023 | Championnats d'Europe de cross-country | Bruxelles              | 4e       | Individuel  | 35 min 00 s     |

## Records
| Épreuve              | Performance    | Lieu     | Date         |
| -------------------- | -------------- | -------- | ------------ |
| 5 000 mètres         | 15 min 12 s 97 | Londres  | 7 août 2012  |
| 3 000 mètres steeple | 9 min 37 s 60  | New York | 11 juin 2011 |